# H.J. Trydemand
Hans Jørgensen Trydemand (født 27. april 1801 i Fjelsted øst for Middelfart, død 24. februar 1887 samme sted) var en dansk gårdmand og politiker.
Trydemand var søn af gårdejer Jørgen Larsen (Trydemand). Han overtog sin fars gård i Fjelsted i 1825, og havde den indtil han i 1871 videregav den til en svigersøn og levede på aftægt. Trydemand var fra 1842 til 1847 formand for sogneforstanderskabet og 1856-1857 medlem af Assens Amtsråd.
Trydemand var stænderdeputeret, valgt i østifternes 12. landdistrikt i 1847, og deltog i stænderforsamlingen i Roskilde i 1848. Han var medlem af Folketinget valgt i Odense Amts 4. valgkreds (Middelfartkredsen) fra 4. august 1852 til 27. maj 1853. Han blev valgt til Folketinget ved valget i 1852 og blev genvalgt ved valget i februar 1853, men tabte valget maj 1853 og stillede ikke op igen. Han havde også uden held stillet til valget i Søndersø til Den Grundlovgivende Rigsforsamling.